# Piper PA-35 Pocono
El Piper PA-35 Pocono fue un avión comercial de 16/18 asientos  desarrollado por Piper Aircraft a finales de los 60. Sólo se construyó el prototipo ya que el programa fue cancelado.

## Diseño y desarrollo
Piper empezó el trabajo de diseño en 1965 sobre un avión comercial no presurizado propulsado por dos motores de pistones. El primer prototipo voló el 13 de mayo de 1968. Era un monoplano de ala baja que debía llevar dos motores Lycoming TIO-720-B1A de 475 hp que estaba siendo desarrollado. El nuevo avión debía construirse en la nueva fábrica en el aeropuerto municipal de Lakeland, Florida. Debido a problemas detectados durante el desarrollo la superficie de la cola fue aumentada, así como también se alargó el fuselaje y se cambiaron los motores por unas versiones de 520 hp de potencia.
El desarrollo fue parado en 1969 para que la empresa pudiera centrarse en el desarrollo de otro modelo, pero la falta de motores adecuados y las pocas aerolíneas en los Estados Unidos hicieron que no se retomara. En 1970 la empresa propuso una versión cuatrimotor turbopropulsada pero nunca se desarrolló.

## Especificaciones (variante de 1969)

### Características generales
- Tripulación: 2
- Capacidad: 16 pasajeros
- Longitud: 12,91 m
- Envergadura: 15,55 m
- Altura: 5,31 m
- Peso vacío: 2.527 kg
- Peso cargado: 4.423 kg
- Planta motriz: 2×  Lycoming TIO-720-B1A.
  - Potencia: 520 hp cada uno.

### Rendimiento
- Velocidad máxima operativa (Vno): 417 km/h (259 MPH; 225 kt)
- Velocidad crucero (Vc): 377 km/h
- Alcance: 1.127 km
- Techo de vuelo: 8841 m (29 006 ft)
- Régimen de ascenso: 8,5 m/s